# کاباره

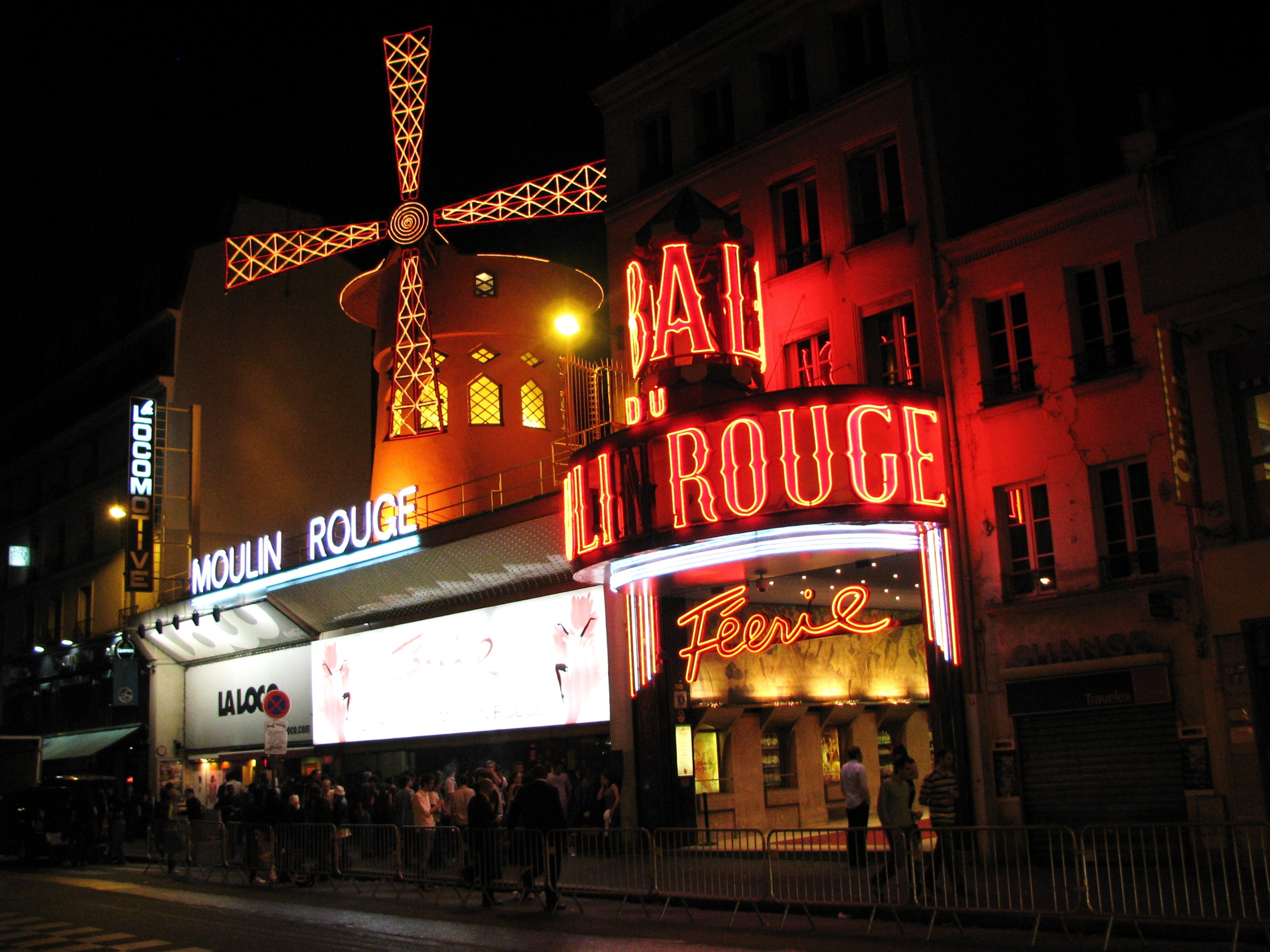
کاباره مولن‌روژ در پاریس، دارای آوازه‌ای جهانی است.

کاباره نام مکانی عمومی و سرپوشیده است که در آن بر روی سکویی اجرای نمایش موزیک، آواز، تئاتر، رقص یا کمدی می‌شود و تماشاگران بر روی صندلی‌هایی در پیرامون سکو نشسته و به خوردن و آشامیدن می‌پردازند.
واژه کاباره حرف تصغیر از camera لاتین است و معنی آن می‌شود «اتاق کوچک». این واژه لاتین به صورت camberette به فرانسوی شمالی قدیم راه یافت و از آنجا به صورت cabret به هلندی میانه و از آن طریق به دیگر زبان‌ها راه یافت.

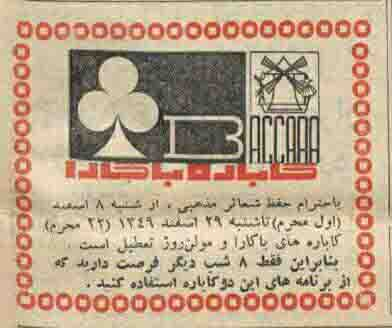
تعطیلی کاباره‌ها در ایام محرم

کاباره نوعی سرگرمی تئاتری است که شامل موسیقی، آهنگ، رقص یا نمایش است. این مکان عمدتاً با مکان اجرا متمایز می‌شود، که می‌تواند یک میخانه، کازینو، هتل، رستوران یا یک کلوپ شبانه باشد با یک صحنه برای اجراها. مخاطب که غالباً مشغول صرف ناهار خوری یا آشامیدن است، به‌طور معمول نمی‌رقصد بلکه معمولاً پشت میزها می‌نشیند. نمایش‌ها معمولاً توسط یک استاد مراسم یا MC برگزار می‌شود. سرگرمی، همان‌طور که توسط مجموعه ای از بازیگران انجام می‌شود و با توجه به ریشه‌های اروپایی آن، اغلب (اما نه همیشه) به سمت مخاطبان بزرگسال و از یک ماهیت کاملاً زیرزمینی هدایت می‌شود. در استریپتیز ایالات متحده، بورلسک، نمایش‌های درگ یا یک خوانندهٔ انفرادی با پیانیست و همچنین سالن‌هایی که این سرگرمی را ارائه می‌دهند، اغلب به عنوان کاباره تبلیغ می‌شوند.

## ریشه واژه
این اصطلاح در اصل از زبان Picard یا واژه‌های زبان والونی camberete یا cambret برای یک اتاق کوچک (قرن ۱۲) گرفته شده‌است. اولین کاربرد چاپی واژه kaberet در سندی از سال ۱۲۷۵ در تورنی یافت شده‌است. این اصطلاح از قرن ۱۳ در هلندی میانه به معنای مسافرخانه یا رستوران ارزان قیمت (caberet , cabret) استفاده می‌شد.
واژه cambret، خود احتمالاً از شکل قبلی chambrette، اتاق کوچک یا از واژه فرانسوی نورمن chamber به معنای میخانه گرفته شده‌است، خود از واژه لاتین camera به معنای سقف قوسی گرفته شده‌است.

## تاریخچه

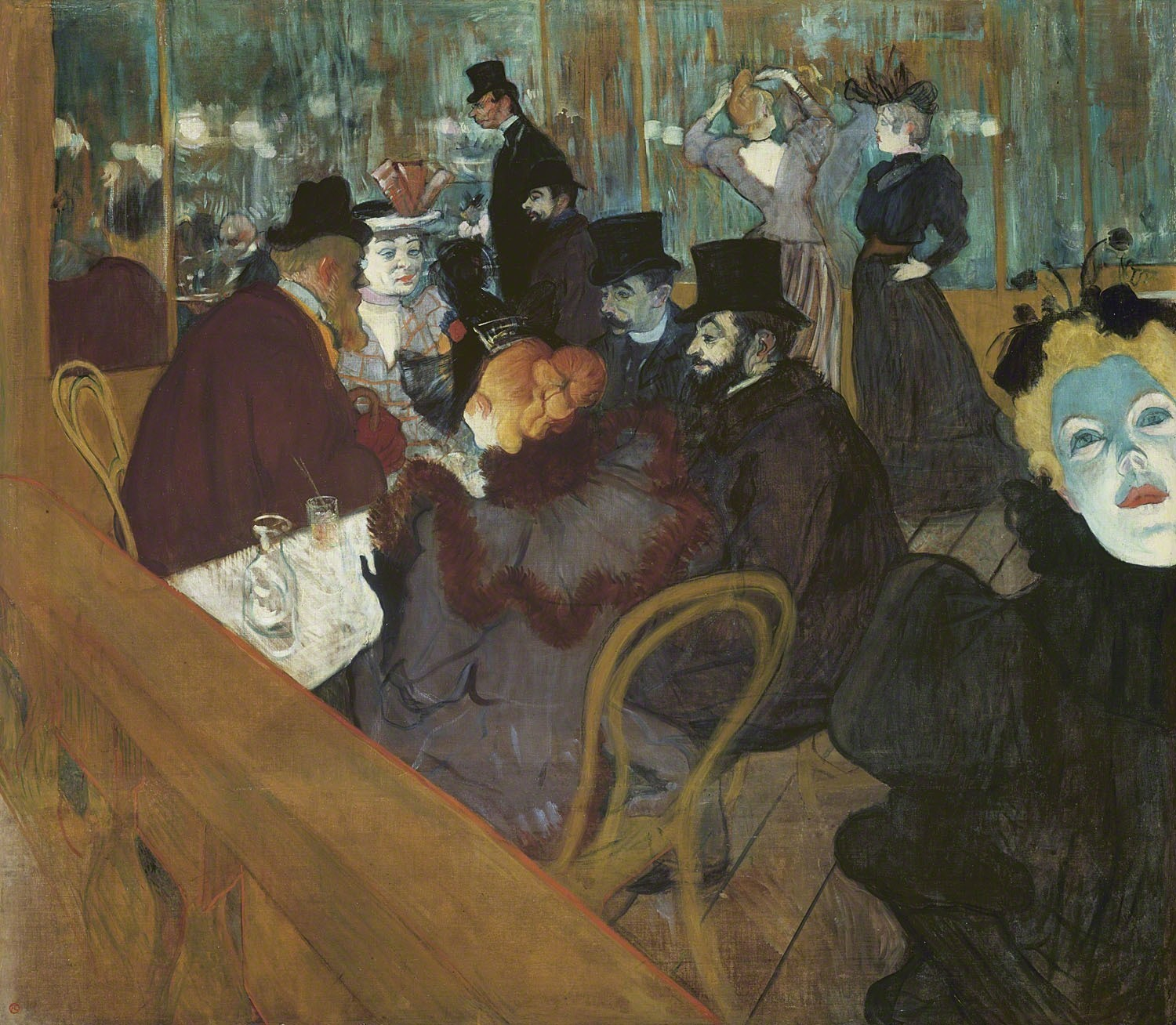
تابلوی مولن‌روژ، اثر تولوز لوترک در سال ۱۸۹۲ میلادی.

### در فرانسه
کابارات حداقل در اواخر قرن پانزدهم در پاریس ظاهر شده بود. آنها از میخانه‌ها متمایز بودند زیرا آنها غذا و همچنین شراب سرو می‌کردند، میز را با پارچه پوشانده بودند و قیمت آن را بشقاب می‌گرفت نه لیوان. آنها به خصوص با سرگرمی همراه نبودند حتی اگر نوازندگان گاهی در هر دو اجرا می‌کردند. اوایل، کابین‌ها بهتر از میخانه‌ها در نظر گرفته می‌شدند. در پایان قرن شانزدهم، آنها مکان ترجیحی برای صرف غذا بودند. در قرن هفدهم، تمایز واضح تری هنگام ظهور میخانه‌ها به فروش شراب، و بعداً به سرو گوشت سوخاری پدیدار شد.
کاباره اغلب به عنوان مکان ملاقات نویسندگان، بازیگران، دوستان و هنرمندان مورد استفاده قرار می‌گرفت. مشهور بود که نویسندگانی چون لا فونتین، مولیر و ژان راسین کاباره ای به نام Mouton Blanc را در خیابان du Vieux-Colombier و بعداً Croix de Lorraine واقع در خیابان مدرن بورگ-تیبورگ را ملاقات می‌کردند. در سال ۱۷۷۳ شاعران، نقاشان، نوازندگان و نویسندگان فرانسوی در یک کاباره به نام Le Caveau در خیابان دو بوسی ملاقات کردند و در آنجا ترانه‌سرایی و آواز خواندند. کاوو تا سال ۱۸۱۶ ادامه داشت، زمانی که مجبور به تعطیلی شد زیرا مشتریانش آهنگ‌هایی را می‌ساختند که دولت سلطنتی را به سخره می‌گرفتند.

### در آمریکا (از ۱۹۱۱)
کاباره آمریکایی توسط جسی لویی لاسکی در سال ۱۹۱۱ از کاباره فرانسه وارد شد. در ایالات متحده، بیشتر به دلیل تأثیر موسیقی جاز، کاباره به چندین سبک مختلف تقسیم شد. کاباره شیکاگو به شدت به گروه‌های بزرگتر گروه موسیقی متمرکز شد به اوج خود رسید.
کاباره نیویورک هرگز توسعه نیافته‌است که دارای بسیاری از تفسیرهای اجتماعی باشد. وقتی کاباره‌های نیویورک از موسیقی جاز برخوردار بودند، تمرکز آنها بیشتر بر روی خواننده‌های مشهوری مانند نینا سیمون، بت میدلر، ارتا کیت، پگی لی و هیلدگارد بود تا نوازندگان ساز. بازنگری سالانه جولیس مونک استاندارد کاباره نیویورک را در اواخر دهه ۱۹۵۰ و ۶۰ ایجاد کرد.
کاباره در ایالات متحده از دهه ۱۹۶۰ به دلیل محبوبیت روزافزون نمایش‌های کنسرت راک، نمایش‌های متنوع تلویزیونی، و تئاترهای عمومی کمدی رو به زوال است. با این حال، در برخی از نمایش‌های شام به سبک لاس وگاس، مانند Tropicana، با بخش‌های کمدی کمتر، باقی ماند. شکل هنری همچنان در قالب‌های مختلف موسیقی و همچنین در قالب استندآپ کمدی و در نمایش‌های محبوب دراگ شو زنده مانده‌است.
اواخر قرن بیستم و اوایل قرن بیست و یکم شاهد احیای کاباره آمریکایی بود، به ویژه در نیواورلئان، شیکاگو، سیاتل، پورتلند، فیلادلفیا، اورلاندو، تولسا، اشویل، کارولینای شمالی و کانزاس سیتی، میزوری، زیرا نسل جدید مجری‌ها تعبیر قدیمی فرم در موسیقی و تئاتر. بسیاری از گروه‌های کاباره معاصر در ایالات متحده و جاهای دیگر ترکیبی از موسیقی اصیل، بورلسک و هجو سیاسی را ارائه می‌دهند. در نیویورک، از سال ۱۹۸۵، کارهای موفق، ماندگار یا ابتکاری کاباره توسط جوایز سالانه Bistro مورد تقدیر قرار می‌گیرند.

### در ایران
از مراکز تجمع کاباره‌ها در تهران قدیم، خیابان لاله‌زار بود. کاباره‌های معروف آن زمان عبارت بودند از کاباره مولن‌روژ و کاباره میامی و در شیراز کاباره کازابا معروفیت داشت. در زبان عوام به کاباره، گاه «رقاص‌خانه» هم گفته می‌شد.
معروف است که قدیمی‌ترین کابارهٔ ایران، کابارهٔ شکوفه نو بوده و توسط شخصی به نام حجازی تأسیس شده است و در آن ایام با نام کابارهٔ شکوفهٔ حجازی شناخته می‌شد. بعدها نام کابارهٔ شکوفه به شکوفهٔ نو تغییر یافت و مدت‌ها معروف‌ترین و درخشان‌ترین کابارهٔ ایران و جایگاه اجرای معروف‌ترین هنرمندان بود. این کاباره در زمان انقلاب سال ۵۷ توسط انقلابیان اسلام‌گرا همزمان با کارخانهٔ آبجوسازی شمس به آتش کشیده شد.